# Lobelia aberdarica
Lobelia aberdarica is een soort uit de klokjesfamilie (Campanulaceae). De soort komt voor in de hooglanden van Kenia en Oeganda, waar hij aangetroffen wordt op hoogten van 1860 - 3350 meter. In Oeganda komt de soort alleen voor op Mount Elgon en in Kenia op Mount Kenya en Aberdare Range. Zijn natuurlijke habitat zijn lager- en hogergelegen montane en subalpiene moerassen en graslanden. De soort staat op de Rode Lijst van de IUCN geklasseerd als 'niet bedreigd'.